# KSVルーセラーレ
KSVルーセラーレ (オランダ語: Koninklijke Sportvereniging Roeselare) は、ベルギー・ウェスト＝フランデレン州ルーセラーレを本拠地としていたサッカークラブ。2020年に解散した。

## 歴史
ルーセラーレ初のサッカークラブは1900年に生まれたDe Verenigde Vriendenであった。このクラブはその後すぐに名称をRed Star Roeselareと変更したものの、1909年に財政難によって解散してしまう。
翌年、2つのクラブが誕生する。1つはカトリックを背景とするSportvereniging Roeselareであり、もう1つはF.C. Roeselareである。しかし、これらのクラブは第一次世界大戦の勃発によって活動を停止せざるを得なくなってしまった。
戦争も終わり、1921年にS.K. Roeselare創設。1923年には同じくルーセラーレのクラブとしてF.C. Roeselareが復活した。そののち、S.K. RoeselareがF.C. Roeselareを吸収する形で、1999年に現在のK.S.V. Roeselareとなった。
2020年、経営難のため3部へ強制降格処分となった後、解散した。

## 獲得タイトル

### 国内タイトル
なし

### 国際タイトル
なし

## 過去の成績
- 2002-03 ベルギー・セカンドディビジョン 17位
- 2003-04 ベルギー・セカンドディビジョン 3位
- 2004-05 ベルギー・セカンドディビジョン 2位 昇格
- 2005-06 ジュピラーリーグ 12位
- 2006-07 ジュピラーリーグ 11位
- 2007-08 ジュピラーリーグ 14位
- 2008-09 ジュピラー・プロ・リーグ 16位
- 2009-10 ジュピラー・プロ・リーグ 15位 降格
- 2010-11 ベルギー・セカンドディビジョン 15位
- 2011-12 ベルギー・セカンドディビジョン 13位
- 2012-13 ベルギー・セカンドディビジョン 11位
- 2013-14 ベルギー・セカンドディビジョン 15位
- 2014-15 ベルギー・セカンドディビジョン 11位

## 歴代所属選手
- マナセー・イシアク 2002-2005
- コリンズ・ジョン 2009-2010